# Abdallah ben Bologhin
Abdallah ben Bologhin (1056 - après 1090) surnommé Al-Muzaffar  « le vainqueur, » est le petit-fils de Badis ben Habus auquel il succède comme dernier émir  du royaume de Grenade (règne 1073-1090).

## Biographie
En 1073, à la mort de son grand-père, Badis ben Habus, le territoire qu'il contrôlait est divisé en deux : Grenade lui est attribuée et Malaga est attribuée à son frère aîné Tamim. Leur père Bologhin est mort en 1065.
En 1086, le sultan abbadide al-Mu`tamid qui règne à Séville voit son royaume menacé par le roi Alphonse VI de Castille. Il appelle à son secours, l'Almoravide Youssef Ibn Tachfin qui vient de prendre la contrôle de tout le Maghreb. Youssef répond à cet appel. Il bat Alphonse le 2 novembre 1086 à Sagrajas (az-Zallàqa) avant de se retourner contre al-Mu`tamid.
En 1090, Youssef Ibn Tachfin prend Grenade. Abdallah est dépouillé de ses possessions et envoyé comme prisonnier au Maroc avec son frère Tamim. Abdallah est captif à Aghmat (près de Marrakech) et Tamim est envoyé dans le sud du Souss. Ils restent là jusqu'à leur mort.

### Ses mémoires
Pendant son exil au Maroc, Abdallah ben Bologhin a écrit ses mémoires et l'histoire de la dynastie ziride à Grenade.
L'historien Evariste Lévi-Provençal a travaillé sur cinq fragments de ces Mémoires, fragments retrouvés à la Mosquée El-Qaraouiyyîn à Fès. Le début et la fin des Mémoires, ainsi que les passages manquants entre les cinq fragments, n'ont pas été retrouvés. Pour Evariste Lévi-Provençal, ces mémoires constituent  « la somme documentaire la plus considérable et la moins déformée que l’on possède sur l’histoire de la seconde moitié du XIe siècle hispanique ». Il s'est agi non seulement de retracer l'histoire du royaume des Zirides, l'organisation de la cour, les relations de pouvoir, les intrigues mais aussi l'occasion pour son auteur de justifier et d'expliquer ses actions. Ainsi, dans son ouvrage, il se défend des accusations d'alliance avec les Chrétiens contre les Musulmans, et s'y présente comme un souverain exemplaire et un bon musulman. Il montre une grande érudition dans ses écrits.